# Gierzwałd
Gierzwałd (niem. Geierswalde) – wieś w Polsce położona w województwie warmińsko-mazurskim, w powiecie ostródzkim, w gminie Grunwald.
W latach 1975–1998 miejscowość administracyjnie należała do województwa olsztyńskiego.
W latach 1954–1971 wieś była siedzibą gromady Gierzwałd.
Wieś jest siedzibą gminy Grunwald.
We wsi znajduje się Szkoła Podstawowa im. Mikołaja Kopernika oraz Gminny Ośrodek Kultury. Jest tu także ochotnicza straż pożarna.

## Historia
W czasach krzyżackich wieś pojawia się w dokumentach w roku 1325, podlegała pod komturię w Ostródzie, były to dobra rycerskie o powierzchni 80 włók. Wieś założona w 1325 r. przez Hansa von Otatza i Piotra w Gierzwałdu, w kształcie owalnicy. W 1352 r. wielki mistrz krzyżacki Winrych von Kniprode nadał Piotrowi z Gierzwałdu i Tomaszowi z Rychnowa 42 włóki na prawie chełmińskim. Ziemia znajdowała się między źródłami Drwęcy, jeziorem Mielno a Szymbarkiem. W czasie wojny polsko-krzyżackiej z lat 1409–1411 wieś została zniszczona, a straty wyceniono na tysiąc marek. Kościół spłonął wraz z wyposażeniem. W 1540 r. obok majątku szlacheckiego Fryderyka Birckhama i Bastiana Burskiego we wsi było 12 chłopów i dwóch zagrodników. Pastor opłacany był przez szlachtę. W 1570 r. Jakub Birckham, były właściciel Gierzwałdu, został starostą w Kwidzynie. W 1562 r. odbyła się w Gierzwałdzie narada szlachty starostwa ostródzkiego, olsztyneckiego i dąbrówieńskiego na temat odbudowy tych terenów.
Na początku XVII w. okoliczna szlachta protestowała przeciwko kontrybucji, nałożonej przez elektora. W 1625 r. wśród właścicieli Gierzwałdu był Albrecht Zakrzewski. W latach 1783–1787 właścicielem tutejszego majątku ziemskiego był kapitan Piotr Salicki. W 1714 r. utworzono wspólną parafię dla Gierzwałdu i Rychnowa. Jeszcze w XVIII w. w tutejszym kościele odbywały się nabożeństwa w języku polskim. W 1820 r. we wsi mieszkały 164 osoby. W 1872 r. w parafii było 2215 osób, w tym 1710 Polaków. W 1884 r. na 2558 osób 1400 było Polakami. W tym czasie przed dwie niedziele w miesiącu odprawiano nabożeństwa po polsku, a przez dwie – po niemiecku. Według danych z 1896 r. na 2900 parafian było 2000 Polaków.
W 1902 roku 700 osób z parafii rozumiało kazania wygłaszane po polsku. Msze z kazaniami po polsku odbywały się w każdą niedzielę. W 1910 r. do Gierzwałdu należały także osady: Grabiczki, Kitnowo i Korsztyn. W tym czasie mieszkało tu 241 osób, w tym 68 Polaków. Do parafii w 1912 r. włączono także Kiersztanowo. W tym czasie było 2700 parafian, w tym 315 określiło się jako Mazurzy. W 1925 r. wieś i majątek ziemski obejmowały łącznie 2263 ha ziemi, mieszkało tu 931 osób, w tym 81 katolików. W 1939 r. we wsi mieszkało 951 ludzi.
W 1947 r. powstała Ochotnicza Straż Pożarna w Gierzwałdzie, jako straż przyzakładowa.
W lipcu 1991 r. powstała Parafia Świętego Jana Chrzciciela. W styczniu 2001 r., powstał Gminny Ośrodek Kultury w Gierzwałdzie. W skład GOK wchodzi dwanaście świetlic wiejskich w miejscowościach: Rychnowo, Kiersztanowo, Domkowo, Kitnowo, Marcinkowo, Frygnowo, Łodwigowo, Dylewo, Glądy, Zybułtowo, Pacółtowo oraz Grunwald. W 2014 r. poszukiwacze z Elbląga i Sopotu wydobyli z okolicznych pól silniki niemieckiego bombowca Heinkel He-111, który rozbił się pod Gierzwałdem wiosną 1944 r. Samolot stacjonował na lotnisku w Gryźlinach.

## Zabytki
- Kościół ewangelicki z 1780[11], korpus wsparty na przyporach, na froncie czworoboczna wieża z hełmem ostrosłupowym. Wewnątrz rokokowy ołtarz główny i ambona.
- Neoklasycystyczny pałac z końca XIX w., parterowy, na osi ozdobne ryzality, w otoczeniu naturalny park[12].

## Religia

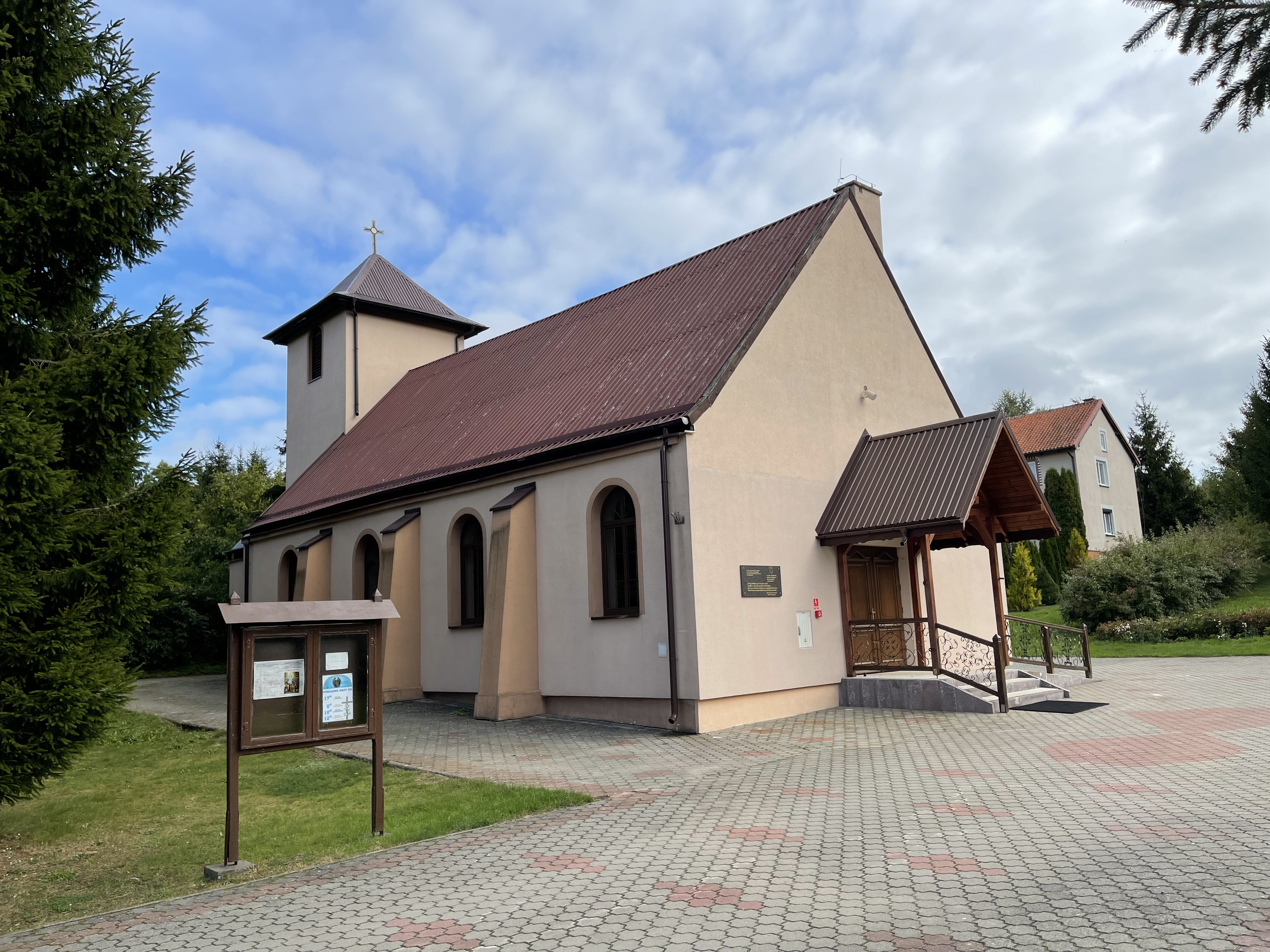
Kościół rzymskokatolicki w Gierzwałdzie

- Kościół rzymskokatolicki – Parafia św. Jana Chrzciciela w Gierzwałdzie
- Kościół Ewangelicko-Metodystyczny w RP – Parafia Ewangelicko-Metodystyczna w Gierzwałdzie